# William Henry Crocker

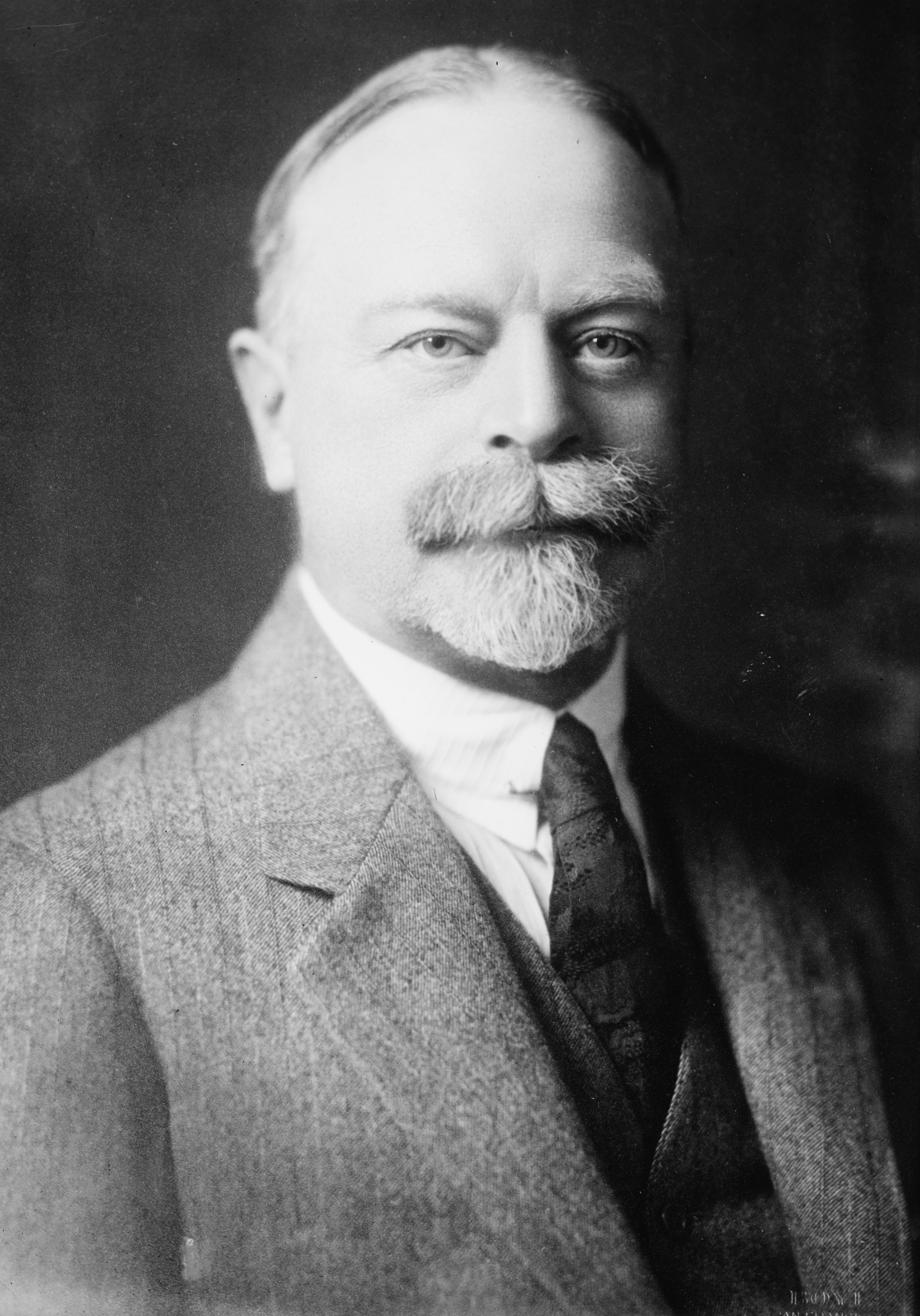
William Henry Crocker, Aufnahme etwa 1915–1920

William Henry Crocker (geboren am 13. Januar 1861 in Sacramento; gestorben am 25. September 1937 in Hillsborough) war ein amerikanischer Unternehmer, Politiker, Philatelist und Kunstsammler.

## Leben
William Henry Crocker kam 1861 als Sohn von Charles Crocker und seiner Frau Mary Ann, geborene Deming, in Sacramento zur Welt. Er war das jüngste von sechs Kindern. Sein Vater gehörte zu den Big Four (großen Vier) genannten Unternehmern, die mit dem Bau der transamerikanischen Eisenbahnverbindung zu großem Vermögen gelangten. Sein Onkel Edwin B. Crocker ist der Begründer des Crocker Art Museums in Sacramento. William Crocker erhielt seine Ausbildung vor allem an der Ostküste der Vereinigten Staaten. Nach dem Besuch der Phillips Academy in Andover studierte er an der Sheffield Scientific School der Yale University in New Haven und schloss das Studium mit einem Bachelor of Philosophy ab.

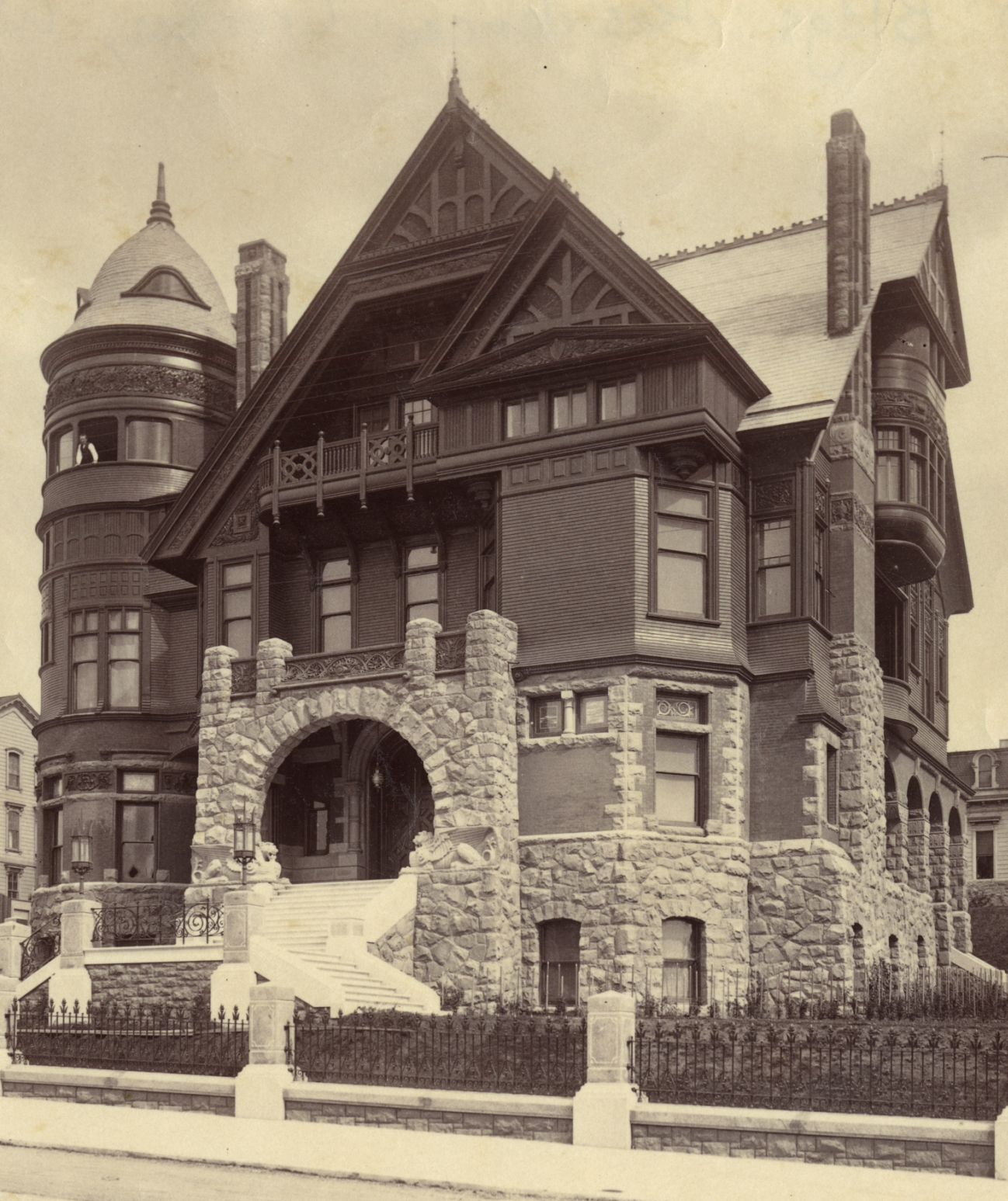
William Crocker Mansion in Nob Hill, 1906 zerstört

1883 begann Crocker seine berufliche Karriere im Bankensektor. Gemeinsam mit seinem Vater wurde er Partner von Ralph C. Woolworth (1842–1893), dessen Woolworth National Bank anschließend als Crocker-Woolworth and Company firmierte und seit 1886 den Namen Crocker-Woolworth National Bank trug. Als Woolworth starb, wurde William Henry Crocker Präsident der Bank, die ab 1906 die Bezeichnung Crocker National Bank führte. Nach dem Erdbeben von San Francisco 1906 und den anschließenden Bränden gehörte Crocker zu den zentralen Figuren, die den Wiederaufbau der großflächig zerstörten Stadt vorantrieben. Er konnte Dank persönlicher Beziehungen am Finanzplatz New York Kredite in Millionenhöhe für die notwendigen Investitionen in San Francisco organisieren. Unter seiner Leitung fusionierte die Crocker National Bank 1925 mit der First National Bank of San Francisco und wurde zur Crocker First National Bank, deren Präsident er bis 1936 blieb. In dieser Funktion löste ihn sein Sohn William W. Crocker ab. Er selbst wurde Aufsichtsratsvorsitzender und blieb in dieser Funktion bis zu seinem Tod im Folgejahr. Die heute nicht mehr bestehende Bank ist nach verschiedenen Besitzerwechseln in der Bank Wells Fargo aufgegangen. Crocker war darüber hinaus Präsident der Crocker Investment Company, der Provident Securities Company, der Crocker Estate Company und der Pacific Improvement Company. Zudem gehörte er den Vorständen der Pacific Telephone and Telegraph Company, der Metropolitan Life Insurance Company, der Pacific Mutual Life Insurance Company und der Pacific Gas and Electric Company an.
1886 hatte Crocker die aus Stockton stammende Ethel W. Sperry geheiratet. Ihr Vater war ein vermögender Mehl- und Getreidehändler, ihre Schwester Elizabeth war mit dem polnischen Prinz Andre Poniatowski verheiratet. Aus der Ehe von William und Ethel Crocker gingen vier Kinder hervor: Ethel Mary, William W., Helen und Charles Crocker junior. Die Tochter Ethel Mary heiratete später den französischen Diplomaten André de Limur. Die Familie lebte vor dem Erdbeben von 1906 in einer großen Villa in der California Street Nr. 1170 im Stadtviertel Nob Hill. Das Ruinengrundstück spendete die Familie Crocker der Episkopalkirche, die dort die Grace Cathedral errichtete. 1910 wurde der von Lewis P. Hobart entworfene neue Wohnsitz der Crockers in Hillsborough fertiggestellt, der den schlichten Namen New Place erhielt. Die Villa mit 67 Zimmern stand seinerzeit auf einem mehr als 200 Hektar großen Grundstück. Heute ist hier der Sitz des Burlingame Country Club.
Crocker gehörte der Republikanischen Partei an und war für Kalifornien langjähriges Mitglied im Republican National Committee. Er unterstützte 1916 den republikanischen Präsidentschaftskandidat Charles Evans Hughes bei seiner Wahlkampftour durch Kalifornien. Sein einziges öffentliches Amt bekleidete er als Schatzmeister seiner Heimatgemeinde Hillsborough. Er war Freimaurer und Mitglied in einer Reihe von Gentlemen’s Clubs in San Francisco und New York, darunter dem bekannten Bohemian Club. Er unterstützte den Neubau der San Francisco Opera und des Theatergebäudes Veterans Building. Zudem wirkte er als Vizepräsident der Weltausstellung Panama-Pacific International Exposition, die 1915 in San Francisco stattfand. Außerdem war er zeitweilig Präsident der Wohlfahrtsstiftung San Francisco Community Chest. Crocker fungierte darüber hinaus mehrere Jahre als Präsident der California Academy of Sciences, die er auch finanziell unterstützte. Weiterhin war er seit 1908 im Verwaltungsrat der University of California, Berkeley und dort von 1926 bis zu seinem Tod dessen Vorsitzender. Sein Grab befindet sich auf dem Cypress Lawn Memorial Park in Colma.
Als Philatelist trug Crocker eine bedeutende Sammlung mit teilweise sehr seltenen Briefmarken zusammen. Diese Kollektion wurde 1938 an drei Tagen im Londoner Auktionshaus Harmer, Rooke & Co versteigert und erzielte einen Erlös von 26.000 Pfund Sterling. Zu den herausragenden Stücken der Auktion gehörte der Fehldruck des Viererblocks der 24¢-Marke von 1869 mit kopfstehendem Bild. Weiterhin besaß Crocker zusammen mit seiner Frau eine umfangreiche Sammlung von Gemälden und Objekten des Kunsthandwerks. Die Autorin Gennevieve L. Browne urteilte Anfang der 1890er Jahre, in der Sammlung Crocker gebe es „some of the finest paintings in the world“ (einige der besten Gemälde der Welt). Dabei hob sie einige Bilder besonders hervor, etwa Mann mit der Hacke von Jean-François Millet, Tanz der Nymphen von Jean-Baptiste Camille Corot, Die Pferde des Statthalters von Paulus Potter und ein Gemälde Kopf eines Jungen, das seinerzeit Rembrandt van Rijn zugeschrieben wurde. Weitere Gemälde stammten von Künstlern wie Constant Troyon, John Constable, Charles-François Daubigny und Félix Ziem. Hinzu kamen flämische Gobelinteppiche und Barockmöbel. Eine Reihe von Kunstwerken wurden 1906 beim Brand des Hauses in Nob Hill zerstört, darunter das Gemälde Heilige Familie von Peter Paul Rubens. Andere Werke finden sich heute in verschiedenen Museen, so der Mann mit der Hacke von Jean-François Millet im J. Paul Getty Museum in Los Angeles und Fütterungszeit von Julien Dupré im Chimei Museum in Tainan. Darüber hinaus gab es in der Sammlung Crocker zahlreiche zeitgenössische Werke, etwa von Künstlern des französischen Impressionismus, deren Erwerb hingegen vor allem durch seine Frau Ethel erfolgte.

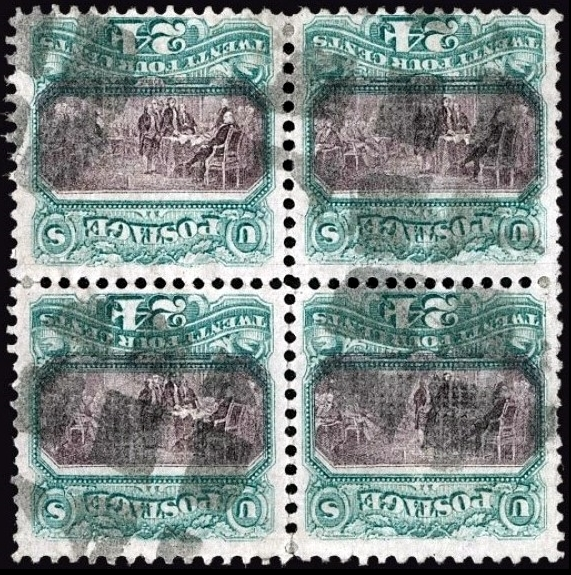
Viererblock der 24¢-Marke von 1869 mit kopfstehendem Bild aus der Sammlung Crocker
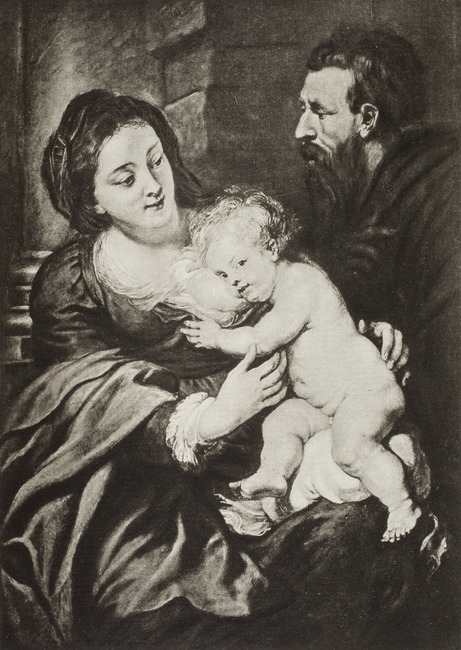
Peter Paul Rubens: Heilige Familie
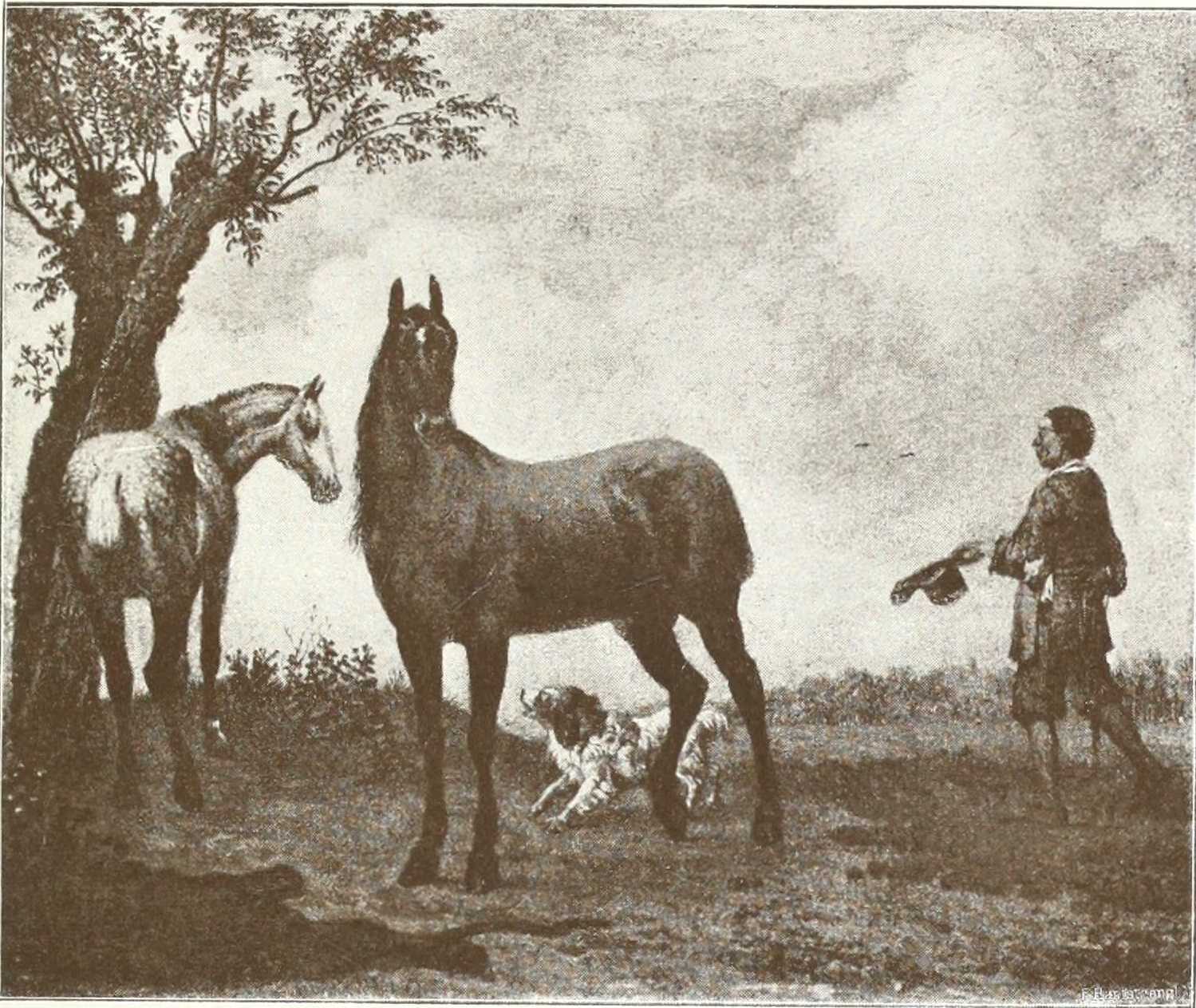
Paulus Potter: Die Pferde des Statthalters
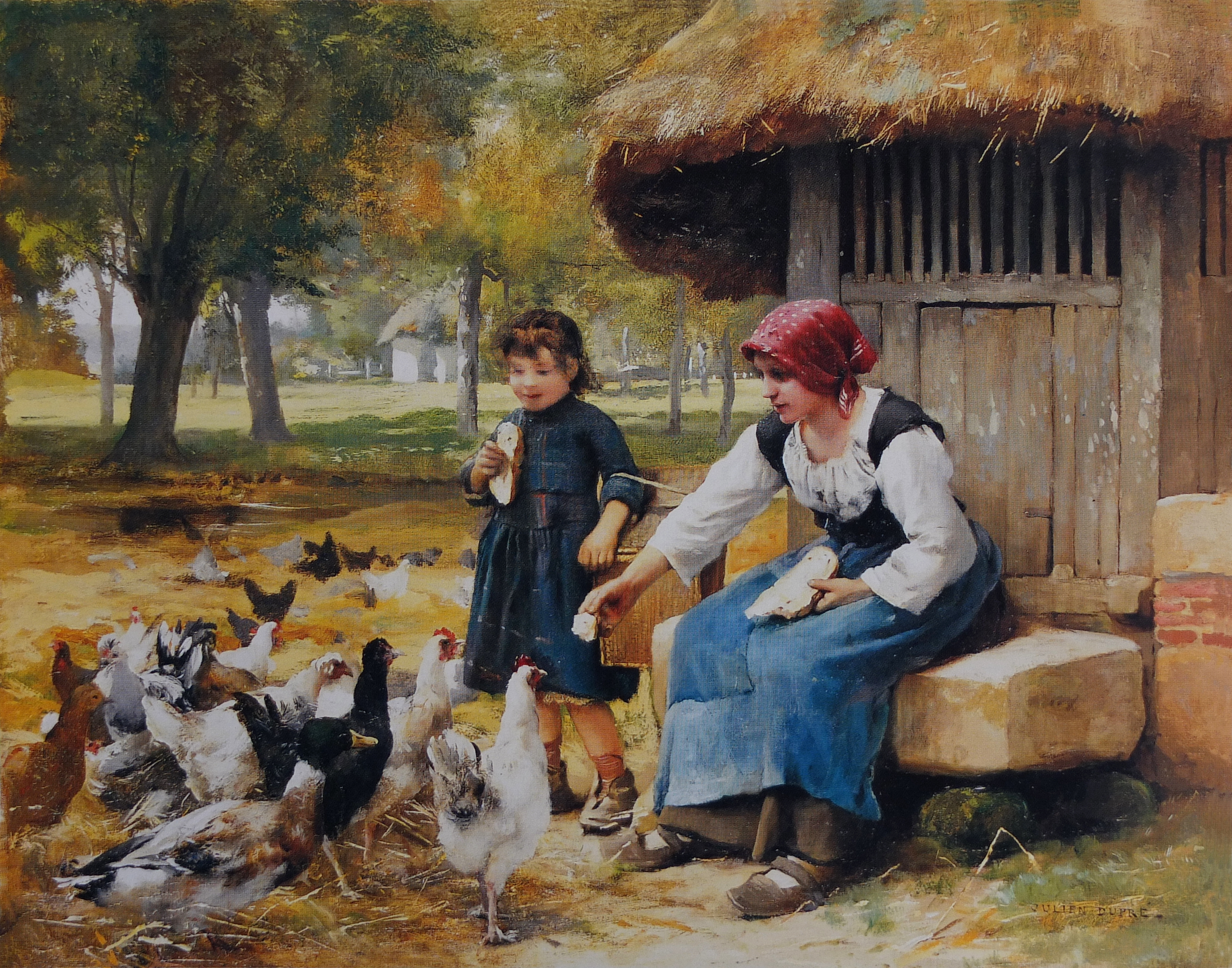
Julien Dupré: Fütterungszeit
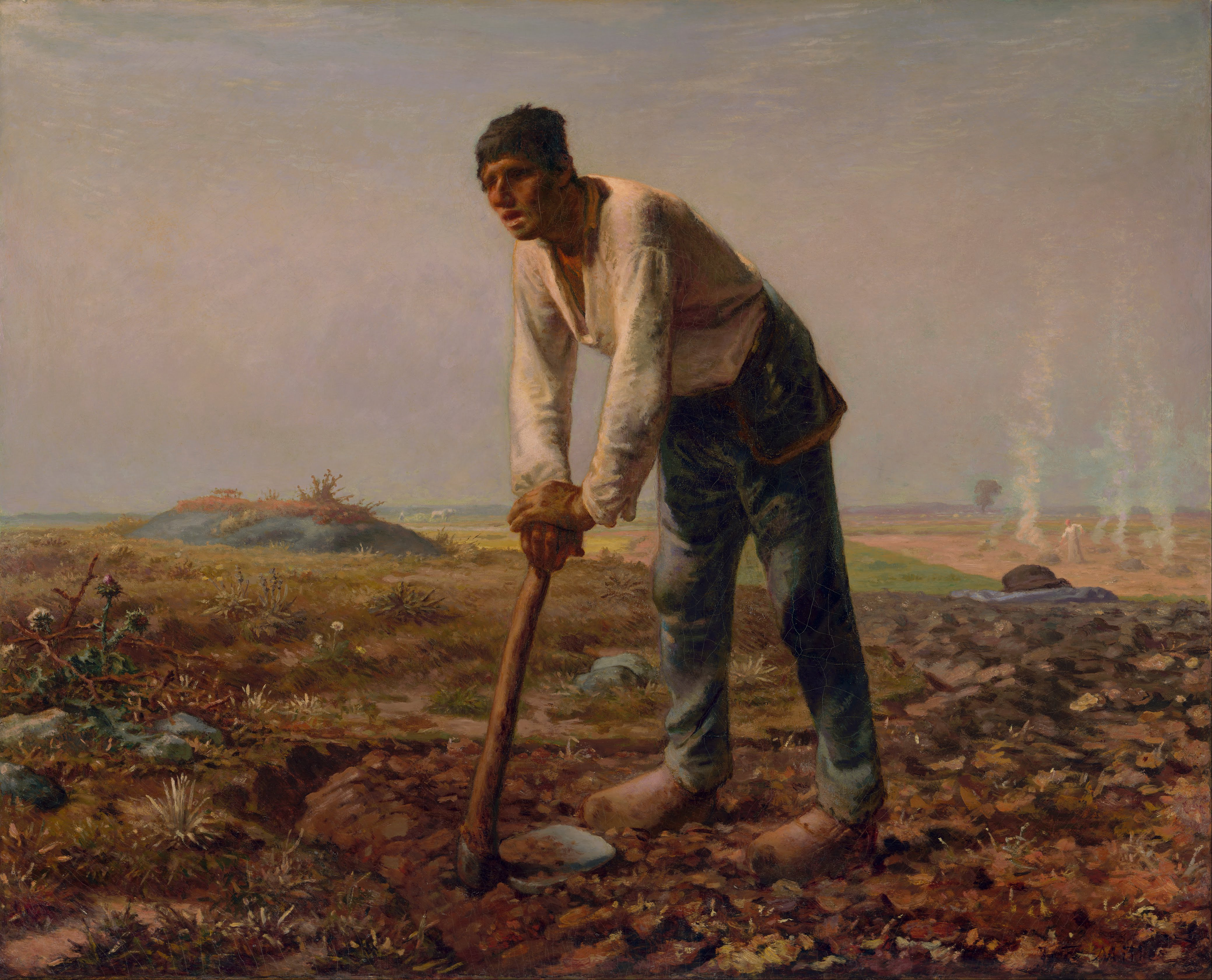
Jean-François Millet: Mann mit der Hacke